# Matatirtha
Matatirtha (nep. मातातीर्थ) – gaun wikas samiti w środkowej części Nepalu w strefie Bagmati w dystrykcie Katmandu. Według nepalskiego spisu powszechnego z 2001 roku liczył on 758 gospodarstw domowych i 3653 mieszkańców (1791 kobiet i 1862 mężczyzn).